# Howard Taylor
Howard Augustus Taylor (født 23. november 1865 i New York, USA, død 26. november 1920) var en amerikansk tennisspiller. 
Taylor nåede udfordringsrunden ved US National Championships i 1884 og all comers-finalen i 1886, 1887 og 1888. Han vandt også doubletitlen i 1889 sammen med Henry Slocum Jr..
Taylor gik på Harvard University, hvor han blev NCAA-mester i både single og double 1883.